# Begonia obdeltata
Espèce
Begonia obdeltata est une espèce de plantes de la famille des Begoniaceae.
Elle a été décrite en 2014 par Bernarda De Souza Gregório (2014) et Eliane de Lima Jacques (2004).